# Тарасівка (пам'ятка природи)
Тара́сівка — гідрологічна пам'ятка природи місцевого значення в Україні. Об'єкт розташований на території Черкаського району Черкаської області, село Моринці. 
Площа — 1,12 га, статус отриманий у 2000 році. Перебуває у віданні: Корсунь-Шевченківська міська громада.
Охороняється група джерел, що утворюють струмок. Зона розвантаження водних горизонтів.

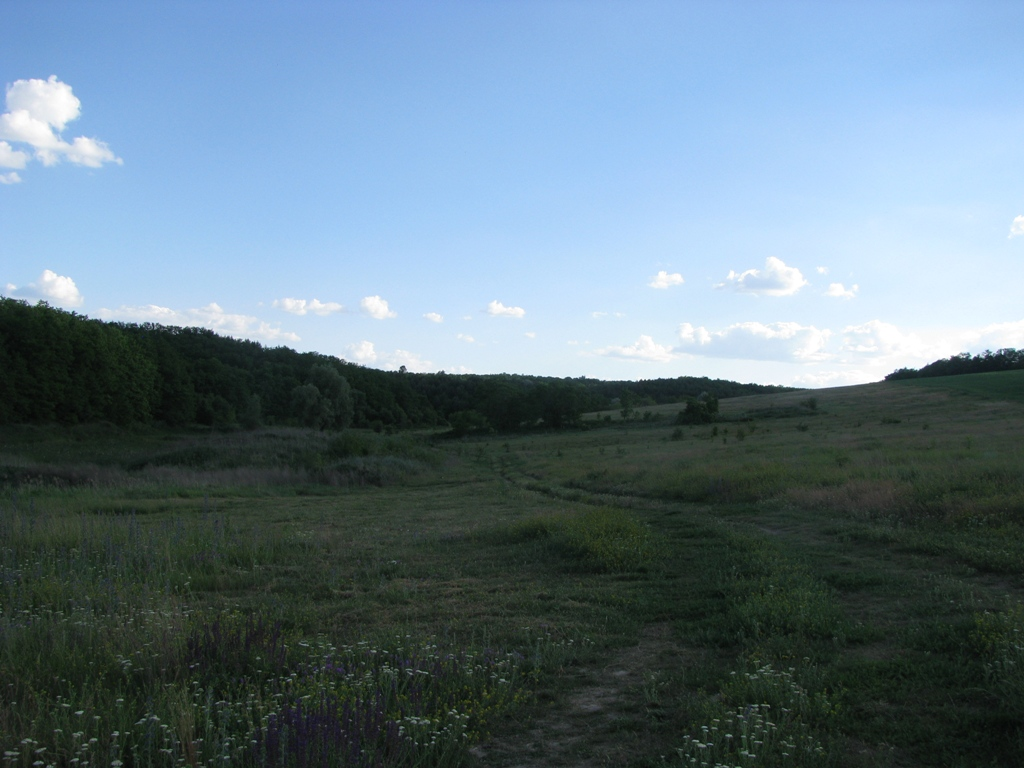
Тарасівка (пам'ятка природи)